# 阮仲煌
阮仲煌（1989年4月14日—），越南足球运动员，司职进攻型中场、前锋，为越南国家足球队队员，現效力清化足球俱樂部，被多家越南媒體視爲同期球員中的翹楚。